# Брегово (община)
Брегово (болг. Община Брегово) — это пограничный муниципалитет (обштина) в Видинской области, на северо-западе Болгарии, расположенный вдоль правого берега реки Дунай на Дунайской равнине. Он назван в честь своего административного центра — города Брегово. Этот район граничит с Республикой Сербия на западе и Румынией за Дунаем на севере и является самой северо-западной частью страны .
Муниципалитет занимает территорию 180 км2 (69 квадратных миль) с населением 6 168 жителей, по состоянию на декабрь 2009 года

## Состав общины
В состав общины входят следующие населённые пункты:
1. Балей
2. Брегово
3. Врыв
4. Гымзово
5. Делейна
6. Калина
7. Косово
8. Куделин
9. Ракитница
10. Тияновци

## Примечание
1. ↑  НСИ Националният регистър на населените места (болг.)
2. ↑  Bulgarian National Statistical Institute. Bulgarian provinces and municipalities in 2009.